# 佐藤仁美 (アナウンサー)
佐藤 仁美（さとう ひとみ、1960年4月4日 - ）はテレビ朝日の元アナウンサー。

## 人物・経歴
福島県出身。立教大学卒業後、1984年にテレビ朝日へ入社。1992年に現場から離れる。2020年で定年退職。

## 過去の出演番組
| 期間       | 期間      | 番組名                | 役職                                                                          |
| ---------- | --------- | --------------------- | ----------------------------------------------------------------------------- |
| 1985年10月 | 1986年3月 | こんにちは2時         | 司会                                                                          |
| 1987年10月 | 1988年3月 | ANNニュースフレッシュ | 週末担当キャスター                                                            |
| 1990年4月  | 1991年3月 | CNNデイブレイク       | メインキャスター兼『ANNニュースフレッシュ』担当キャスター ※いずれも金曜日担当 |

## 同期入社
- 山口容子（退社）
- 藤井暁
- 田畑祐一
- 平城隆司（現・静岡朝日テレビ代表取締役社長）